# 希腊经济奇迹
希臘經濟奇蹟是希臘在1950年至1973年間，經濟與社會的快速發展。當時經濟增長每年平均7%，只排在當時世界上發展最快的日本之後 。

## 經濟增長
1950年代希臘經濟增長不亞於現今「老虎經濟」，頂峰時期的年增長常超越10%。1950年至1973年間，尤其在1960年代，工業生產也多年取得10%年增長。經濟快速增長初期，貧富差距擴大，加劇了政治分歧。「經濟奇蹟」一詞其實鮮少出現在希臘。
1941年至1944年第二次世界大戰，軸心國佔領希臘時期與希臘抵抗運動對希臘經濟與基礎設施造成史無前例的毀滅性傷害（尤其是佔領軍強迫傀儡政府貸款使德拉克馬嚴重貶值）。再者，二戰結束後，希臘陷入慘烈的內戰，直至1949年才結束。到了1950年，相對而言希臘經濟已大幅度衰退。根據經濟學家安格斯·麦迪森估計，希臘人均收入以購買力計，從1938年是法國的62%到1949年只剩法國的40%。
除了和其他歐洲國家一樣受惠於馬歇爾計劃外，希臘經濟從1949年開始快速復甦有賴於以下多項措施,如德拉克馬的極度貶值、吸引海外投資、化工業重點發展、推動旅遊業與服務業、大興土木建設基礎設施與重建希臘城鎮。
大興土木使得希臘社會與城市發展在這經濟奇蹟中有翻天覆地的改變。希臘原有的由低矮建築形成令人賞心悅目的城市風景線原貌，但經此番「市區重建」後，變得和一般城市一樣，成了一堆沒有特色的鋼筋水泥。
希臘高增長期在1974年希臘軍政府倒台後立刻結束。那年希臘經歷了戰後最嚴重的經濟萎縮（國內生產總值下滑大約5%）。1980年代希臘也經歷了國內生產總值小幅度下滑，不過因當時黑市經濟的出現，總體經濟並未什麼影響。
二戰與內戰後的60年，希臘國內生產總值在其中的54年裡處在增長狀態。除了在1980年代時經濟相對停滯，從1950年一直到2008年經濟危機前，希臘在經濟年增長方面在歐洲諸國中總是名列前茅。
從1970年代初期一直到1990年代，超越10%偏向20%的雙位數通貨膨脹率在希臘可算是稀疏平常。後因為入歐盟，改變了貨幣政策，才結束了高通脹常態。

## 其他文獻
- Takis Fotopoulos, "Economic restructuring and the debt problem: the Greek case," （页面存档备份，存于） International Review of Applied Economics, Vol. 6, No. 1 (1992). Retrieved: 5 May 2010.